# Doctor Who (sèrie 2)
|  | Aquest article tracta sobre la sèrie de 2006. Si cerqueu la temporada de 1964-1965, vegeu «Doctor Who (temporada 2)». |

## Llista d'episodis
| Núm. d'història | Episodi | Títol                                                 | Directors     | Guionistes       | Data d'estrena al Regne Unit | Data d'estrena a Catalunya |
| --- | ------- | ----------------------------------------------------- | ------------- | ---------------- | ---------------------------- | -------------------------- |
| 168 | 1       | Nova terra New Earth                                  | James Hawes   | Russell T Davies | 15 d'abril de 2006           | 18 d'abril de 2008         |
| El Doctor i la Rose viatgen a Nova Terra, el planeta on habiten els humans després que la terra quedàs destruïda, allà hauran de descobrir el misteri que s'amaga a l'hospital. |         |                                                       |               |                  |                              |                            |
| |         |                                                       |               |                  |                              |                            |
| 169 | 2       | Natura violent Tooth and Claw                         | Euros Lyn     | Russell T Davies | 22 d'abril de 2006           | 21 d'abril de 2008         |
| El Doctor i la Rose han de protegir la reina Victòria, però hi ha res que pugui aturar l'Imperi dels llops? |         |                                                       |               |                  |                              |                            |
| |         |                                                       |               |                  |                              |                            |
| 170 | 3       | Reunió a l'escola School Reunion                      | James Hawes   | Toby Whithouse   | 29 d'abril de 2006           | 22 d'abril de 2008         |
| El Doctor investiga una escola contemporània de Londres que cada nit és ocupada per unes estranyes criatures en forma de ratpenat. A l'escola, el Doctor es troba amb una vella amiga seva, la Sarah Jane Smith, que ja està treballant en el cas d'amagat. El Doctor i la Sarah tenen encara comptes pendents i la Rose descobreix quin és el vertader llegat de ser la companya d'un Senyor del Temps. Al final de l'episodi, en Mickey entrarà a formar part de la tripulació habitual del Tardis. |         |                                                       |               |                  |                              |                            |
| |         |                                                       |               |                  |                              |                            |
| 171 | 4       | La noia de la llar de foc The Girl in the Fireplace   | Euros Lyn     | Steven Moffat    | 6 de maig de 2006            | 23 d'abril de 2008         |
| El Doctor troba amor, a més d'androides diabòlics, a la França del segle xviii. Madame de Pompadour és perseguida per un foraster anomenat el Doctor. La podrà salvar dels assassins de rellotgeria? |         |                                                       |               |                  |                              |                            |
| |         |                                                       |               |                  |                              |                            |
| 172a | 5       | El ressorgiment dels ciberhumans Rise of the Cybermen | Graeme Harper | Tom MacRae       | 13 de maig de 2006           | 24 d'abril de 2008         |
| El Tardis ha quedat atrapat en una terra paral·lela i la Rose veu que el seu pare encara és viu, però una sèrie de factors sinistres s'interposen en el seu camí. Mentrestant, la societat britànica es prepara per l'ascens definitiu i un vell enemic del Doctor està a punt de tornar a néixer... |         |                                                       |               |                  |                              |                            |
| |         |                                                       |               |                  |                              |                            |
| 172b | 6       | L'era de l'acer The Age of Steel                      | Graeme Harper | Tom MacRae       | 20 de maig de 2006           | 25 d'abril de 2008         |
| Els ciberhomes prenen control de Londres i comencen a convertir la població. La Jackie cau en mans d'en Lumic i el Doctor, la Rose i en Mickey queden reduïts a fugitius en un món de terror. Un atac desesperat a la ciberfàbrica és l'única opció que tenen, però sobreviuran tots? |         |                                                       |               |                  |                              |                            |
| |         |                                                       |               |                  |                              |                            |
| 173 | 7       | La caixa tonta The Idiot's Lantern                    | Euros Lyn     | Mark Gatiss      | 27 de maig de 2006           | 28 d'abril de 2008         |
| Som a l'any 1953, moment de la coronació de Sa Majestat, la reina Elisabet II. El poble britànic s'aglomera al voltant dels aparells de ràdio i televisió per atendre el gran esdeveniment. Darrere les celebracions corren rumors de monstres pels carrers i el turmentat Mr. Magpie amaga un estrany secret alienígena... |         |                                                       |               |                  |                              |                            |
| |         |                                                       |               |                  |                              |                            |
| 174a | 8       | El planeta impossible The Impossible Planet           | James Strong  | Matt Jones       | 3 de juny de 2006            | 29 d'abril de 2008         |
| La Rose es troba més lluny de casa que mai, a l'òrbita d'un forat negre. Atrapats en una expedició terrestre amb el misteriós Ood, els viatgers del temps s'enfronten a un perill encara major quan quelcom molt remot sota la superfície del planeta comença a despertar-se. |         |                                                       |               |                  |                              |                            |
| |         |                                                       |               |                  |                              |                            |
| 174b | 9       | El forat de Satanàs The Satan Pit                     | James Strong  | Matt Jones       | 10 de juny de 2006           | 30 d'abril de 2008         |
| La Rose escomet el mortífer Ood i el Doctor posa en dubte tota la seva fe quan el Pit marca un senyal. Amb el planeta a punt de caure en el forat negre, el Doctor haurà de fer un sacrifici final, però serà capaç de rescatar tot l'univers de les urpes de la bèstia? |         |                                                       |               |                  |                              |                            |
| |         |                                                       |               |                  |                              |                            |
| 175 | 10      | Amor i monstres Love & Monsters                       | Dan Zeff      | Russell T Davies | 17 de juny de 2006           | 1 de maig de 2008          |
| Un home normal i corrent, anomenat Elton, s'obsessiona amb el Doctor i la Rose, i la seva misteriosa caixa blava. Però quan les seves investigacions criden l'atenció de l'enigmàtic, fred i poderós Victor Kennedy, aquesta afició inofensiva el precipitarà a un malson en vida. |         |                                                       |               |                  |                              |                            |
| |         |                                                       |               |                  |                              |                            |
| 176 | 11      | Temeu-la Fear Her                                     | Euros Lyn     | Matthew Graham   | 24 de juny de 2006           | 2 de maig de 2008          |
| Quan el Tardis aterra a l'any 2012, el Doctor té pensat anar a veure els Jocs Olímpics de Londres amb la Rose. Prop d'ells, en una casa de protecció oficial, una mare es desespera per amagar els poders sobrenaturals de la seva filla. Podrà el Doctor eliminar el perill que cova en el cor d'una família britànica normal? |         |                                                       |               |                  |                              |                            |
| |         |                                                       |               |                  |                              |                            |
| 177a | 12      | Exèrcit de fantasmes Army of Ghosts                   | Graeme Harper | Russell T Davies | 1 de juliol de 2006          | 5 de maig de 2008          |
| L'espècie humana està que no hi cap a la pell perquè els fantasmes dels éssers estimats traspassats tornen a casa en l'última aventura del viatger més entranyable del país. Però mentre el Doctor, la Rose i en Jackie investiguen la torre Torchwood, la Terra dels nostres dies corre el risc de caure en mans d'una força invasora totpoderosa. |         |                                                       |               |                  |                              |                            |
| |         |                                                       |               |                  |                              |                            |
| 177b | 13      | La fi del món Doomsday                                | Graeme Harper | Russell T Davies | 8 de juliol de 2006          | 6 de maig de 2008          |
| Som al final d'un viatge èpic. Dos exèrcits poderosos fan la guerra al nostre planeta amb la raça humana atrapada al bell mig. Des de sota de Torchwood aflora un horror imparable i el Doctor es troba en un dilema encara major: salvar el món implica la mort de la Rose Tyler? |         |                                                       |               |                  |                              |                            |
| |         |                                                       |               |                  |                              |                            |